# Petrobius maritimus
Petrobius maritimus là một loài của bộ Archaeognatha được tìm thấy trên bờ đá từ biển Địa Trung Hải đến Biển Bắc.